# Arrows A23
O  A23  é o modelo da Arrows da temporada de 2002 da F1. Condutores: Heinz-Harald Frentzen e Enrique Bernoldi. Foi o último monoposto da equipe, já que ela teve problemas financeiros e saiu na metade da temporada.
Em 2006 o chassi foi utilizado pela equipe Super Aguri.

## Resultados[2]
(legenda)
| Ano  | Chassi | Motor             | Pneus | N° | Pilotos               | 1   | 2   | 3   | 4   | 5   | 6   | 7   | 8   | 9   | 10  | 11  | 12  | 13  | 14  | 15  | 16  | 17  | Pontos | Posição |  |
| ---- | ------ | ----------------- | ----- | -- | --------------------- | --- | --- | --- | --- | --- | --- | --- | --- | --- | --- | --- | --- | --- | --- | --- | --- | --- | ------ | ------- |  |
|      |        |                   |       |    |                       |     |     |     |     |     |     |     |     |     |     |     |     |     |     |     |     |     |        |         |  |
|      |        |                   |       |    |                       | AUS | MAL | BRA | SMR | ESP | AUT | MON | CAN | EUR | GBR | FRA | GER | HUN | BEL | ITA | USA | JPN |        |         |  |
| 2002 | A23    | Cosworth CR-3 V10 | B     | 20 | Heinz-Harald Frentzen | DSQ | 11  | Ret | Ret | 6   | 11  | 6   | 13  | 13  | Ret | NQ  | Ret |     |     |     |     |     | 2      | 11º     |  |
| 2002 | A23    | Cosworth CR-3 V10 | B     | 21 | Enrique Bernoldi      | DSQ | Ret | Ret | Ret | Ret | Ret | 12  | Ret | 10  | Ret | NQ  | Ret |     |     |     |     |     | 2      | 11º     |  |